# Miguel Ángel Alonso
Miguel Ángel 'Periko' Alonso Oyarbide (Tolosa, 1 de fevereiro de 1953) é um ex-futebolista espanhol.

## Vida pessoal
É pai dos futebolistas Xabi e Mikel Alonso.

## Carreira
Miguel Ángel Alonso atuou na Real Sociedad em sua carreira, ele fez parte do elenco da Seleção Espanhola de Futebol da Copa do Mundo de 1982.